# Louis-Engelbert d'Arenberg
Louis-Engelbert d'Arenberg, 6e duc d'Arenberg, 12e duc d'Arschot, grand d'Espagne, chevalier de l'ordre de la Toison d'or, est un gentilhomme et homme politique belge, né le 3 août 1750 à Bruxelles où il est mort le 6 mars 1820.

## Biographie
Louis-Engelbert, duc d'Arenberg, d'Arschot et de Croÿ, fils aîné de Charles-Marie-Raymond, naît à Bruxelles le 3 août 1750. Il est le petit-fils du duc Léopold Philippe Charles Joseph d'Arenberg, gouverneur de la province de Hainaut, qui protège et pensionn Jean-Baptiste Rousseau.
La famille d'Arenberg, une des premières de la noblesse européenne, est issue de l'illustre maison de Ligne. À l'exemple de ses aïeux, il embrasse de bonne heure la carrière des armes ; mais un événement funeste le force, lorsqu'il n’a encore que vingt-quatre ans, de l'abandonner : il est à la chasse, dans le parc d'Enghien, avec plusieurs de ses amis ; l'un d'eux, par mégarde, lui tirz un coup de fusil qui le touche au visage et lui fait perdre la vue.

### Grand bailli de Hainaut
Sa cécité n’empêche pas l'impératrice Marie-Thérèse de lui conférer, après la mort de son père, la charge de grand bailli de Hainaut (15 avril 1779) ; seulement, pour prévenir toute surprise, elle veut que les actes et pièces qui émaneraient de lui en cette qualité soient contre-signés par un secrétaire ayant prêté serment entre les mains du chef et président du conseil privé : elle lui conserve, du reste, comme elle l’a fait à ses deux prédécesseurs, le pouvoir de nommer le magistrat de Mons, qui forme l’une des plus belles prérogatives attachées au grand bailliage (11 juillet 1779).
Joseph II, le 30 décembre 1782, le crée chevalier de la Toison d'or. Ce monarque a, en matière d’administration publique, des principes rigoureux : il n’admet pas qu’une charge aussi éminente que celle de grand bailli puisse être exercée par quelqu’un qui est privé de la vue ; il trouve mauvais aussi que le grand bailli de Hainaut ne réside pas à Mons : au mois de décembre 1787, sans avoir égard aux services que le père, l’aïeul et le bisaïeul du duc a rendus à sa maison, ni aux mécontentements que sa décision allait causer, alors que son système de réformes suscite déjà tant d’opposition, il donne l’ordre au comte de Trauttmansdorff, son ministre plénipotentiaire à Bruxelles, « de faire immédiatement rendre vacant le grand bailliage de Hainaut. » Trauttmansdorff signifie au duc la volonté de l’Empereur en des termes qui ne souffrent pas de réplique. Le duc lui fait une réponse pleine de dignité et de patriotisme : 

« Mon serment et mon devoir vis-à-vis de Sa Majesté, lui dit-il, m’ont empêché de lui offrir plus tôt ma démission du grand bailliage de Hainaut, persuadé que, dans ces derniers embarras, mon attachement pour l’auguste maison et mon zèle pourraient ramener la confiance, et par là concourir aux vues bienfaisantes de Sa Majesté. Il me suffit que mes services ne puissent plus lui être agréables pour que sur-le-champ je vous prie de lui présenter l’acceptation de ma démission. Mon état, il est vrai, pénible pour moi, m’a fait sentir en ces derniers instants tout son poids et son amertume : mais on a des forces quand c’est l’honneur et l’attachement pour la patrie et le souverain qui nous guident, et ce sont eux qui ont présidé à toutes mes actions. »

La charge est alors accordée au comte d'Arberg de Valengin.

### Révolution brabançonne
Deux années après, toutes les provinces des Pays-Bas autrichiens se soulèvent contre Joseph II et prononcent sa déchéance.
Le duc d’Arenberg, à la suite de sa rupture avec l’Empereur, a quitté la Belgique ; il se hâte d’y revenir, et prend, dans les premiers temps, une part active à la révolution brabançonne. Réintégré, par les états de Hainaut, dans la charge de grand bailli de la province, il se rend, le 2 janvier 1790, à Mons, dont les habitants lui font une réception enthousiaste. Le 4, il vient à Bruxelles ; il y est accueilli avec toute sorte d’honneurs : des volontaires à pied et à cheval vont à sa rencontre.
Depuis l’expulsion des Autrichiens, les États de Brabant siègent en permanence ; il s’empresse d’aller occuper son siège de pair dans leur assemblée. Mais l’esprit qui domine aux États, où l’influence de l’avocat Vander Noot est toute-puissante, n’est pas le sien ; comme son frère le comte de La Marck et le duc d'Ursel, son beau-frère, il a épousé les opinions démocratiques de l’avocat Vonck.

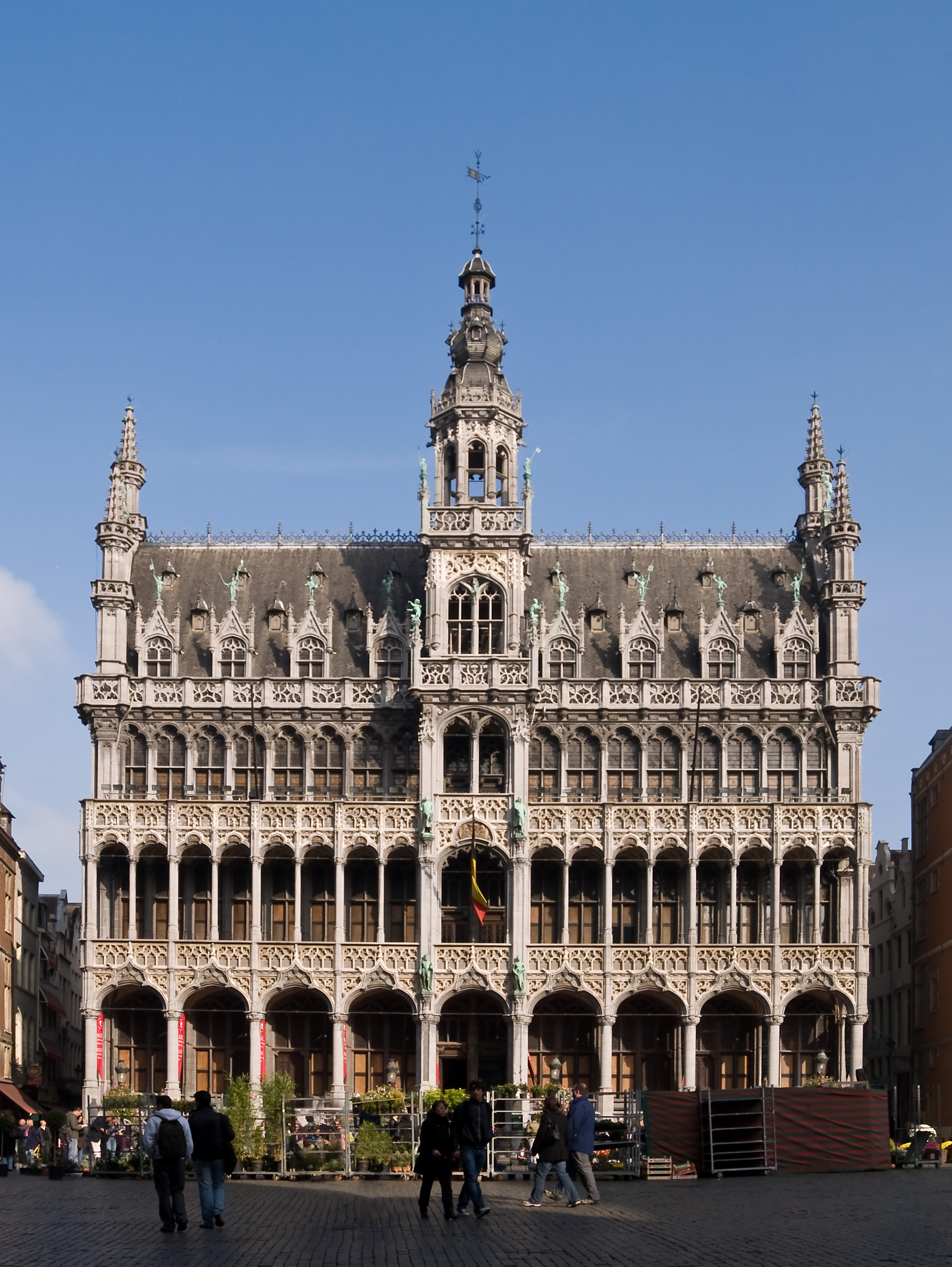
Maison du Roi (Broothuys), sur la grand’place de Bruxelles, aujourd'hui le musée de la ville de Bruxelles.

Le 11 janvier, il se fait agréger au serment de Saint Sébastien, qui choisit le comte de La Marck pour son chef-doyen ; lui-même il est élu chef-doyen du grand serment. Son installation dans cette dignité a lieu le 10 février ; elle est marquée par un incident qui produit une grande sensation. Il se présente, à la tête des cinq serments, à la Maison du Roi (Broothuys), sur la grand’place, lieu fixé pour la cérémonie ; le vin d'honneur lui a été offert, et un compliment lui a été adressé, qui se termine par ces paroles: « Si l’ennemi de nos Provinces-Unies ose disputer nos droits…, monseigneur! la victoire est à nous : nous en avons pour garant votre patriotisme, le sang héroïque que tant d’illustres aïeux vous ont transmis, notre valeur, celle de nos intrépides volontaires agrégés, et notre cri de guerre : Vive Arenberg ! » Alors on lui fut la formule du serment qu’il avait à prêter. Lorsqu’il eut entendu qu’il s’agissait de reconnaître la souveraineté des États du Brabant et d’y rendre hommage, il se refusa à ce qu’on réclamait de lui. Le lendemain il écrivit au commissaire du grand serment et aux chefs-doyens des autres une lettre, qu’il livra à la publicité, pour expliquer sa conduite : 

« Vous devez, leur dit-il, me rendre la justice de croire, vous à qui mes actions ont toujours été connues, qu’aucune considération au monde ne peut me faire oublier pour un seul instant ce que je dois à la patrie, quand tous les vrais amis de la liberté se réunissent pour assurer son bonheur. Pouvez-vous me croire capable de balancer entre mes propres intérêts comme membre des états et le grand intérêt du public, qui se demande aujourd’hui si les états ont une existence effective ? Non, messieurs, il ne peut être question entre vous et moi que d’un serment pour la conservation de privilèges que je respecte parce que leur utilité est évidente ; il ne peut être question que de la conservation du corps où vous m’admettez pour chef, et je ne pourrai prêter, pour cet objet, que le serment que je vous présente. »

 Par ce serment, il jurait de maintenir les privilèges et défendre les prérogatives, franchises et immunités du grand serment, ainsi que des autres serments de la ville, « pour le bonheur des habitants et de la patrie, la conservation de la liberté, la sécurité générale et individuelle et la félicité publique. » Quelques jours après, il réunit dans un banquet tous les chefs-doyens et doyens des serments et tous les officiers des compagnies de volontaires ; la table était de deux cent quarante couverts. À cette fête des toasts furent portés en l’honneur du parti démocratique et de ses chefs ; le duc lui-même proclama la suprématie de la nation sur les états. On peut juger si, par cette conduite, il s’était attiré l’animadversion des fanatiques partisans de Vander Noot : aussi, à la suite de la fameuse adresse où la société patriotique demandait que la nation fût consultée à l’égard de la forme de gouvernement à établir, se vit-il désigné à la colère du peuple, quoiqu’il n’eût pas signé cette adresse. Bruxelles fut le théâtre de pillages et des scènes de désordre durant trois jours (les 16, 17 et 18 mars 1790) : le duc d'Arenberg, voyant avec douleur qu’une révolution faite pour rétablir le règne des lois et de la liberté aboutissait aux actes de violence les plus scandaleux, alla s'établir à son château d'Enghien dans le Hainaut.
À dater de ce moment, il cesse de s'occuper des affaires publiques ; il ne revient même que rarement à Bruxelles, où ses démarches sont surveillées. Quelque temps avant la restauration autrichienne, il part pour l'Italie. Étant à Rome, il se réconcilie, par l'entremise du cardinal d'Herzan, avec l'empereur Léopold II, qui lui fait offrir de lui rendre le grand bailliage de Hainaut ; il décline cette offre, en alléguant les embarras que sa cécité lui causerait.
À la première entrée des Français en Belgique (armée du Nord), sous le commandement de Dumouriez, les citoyens sont convoqués dans toutes les villes pour se donner de nouveaux administrateurs : le 18 novembre 1792 a lieu à Bruxelles, en l'église Sainte-Gudule, une assemblée populaire qui procède à l'élection de quatre-vingts représentants provisoires de cette ville ; le duc d'Arenberg est le vingtième et le duc d'Ursel le vingt-quatrième sur la liste. Ce dernier siège à l'hôtel de ville ; mais le duc d'Arenberg s'excuse, « sur sa situation et nommément sa cécité », d'accepter les fonctions auxquelles il a été appelé.
Après que les Français aient, en 1794, occupé une seconde fois la Belgique, il se retire en Allemagne.

### Révolution française et Premier Empire
À la Révolution, le traité de Lunéville (9 février 1801), qui transfère à la première République française la souveraineté et propriété de tous les pays et domaines situés sur la rive gauche du Rhin, fait perdre au duc d'Arenberg, avec son duché, les comtés de Kerpen et de Kasselburg (de) (Gerolstein), la seigneurie de Fleringen (Rhénanie-Palatinat), la baronnie de Kommern et la seigneurie de Harzeim, les seigneuries de Sassenburg et de Schleiden (Seigneurie de Schleiden (de)) dans l'« Eyffel » et quelques autres terres.
Par le recès de la dernière séance de la diète d'Empire tenue le 25 février 1803 à Ratisbonne, et en exécution de l'article 7 de cette résolution, il lui est assigné à titre d'indemnité le comté de Recklinghausen (Ruhr), qui faisait partie de l'électorat de Cologne, et le bailliage de Meppen (Allemagne), dépendant de l'ancienne principauté épiscopale de Münster. Ces deux pays, dont la population était d'environ soixante-dix mille âmes, sont érigés en duché d'Arenberg-Meppen. En 1815, à la fin du Premier Empire, le bailliage de Meppen est placé sous la souveraineté du roi de Hanovre tandis que Recklinghausen est placé sous celle du royaume de Prusse.
Les biens du duc d'Arenberg en France et en Belgique sont sous séquestre depuis 1794. Pour les recouvrer, il se voit dans l'alternative, ou de les vendre dans le délai de deux ans, ou de les abandonner à ses fils, alors mineurs, à moins qu’il ne préfère céder à son fils aîné ses possessions d'Allemagne, avec tous les droits politiques qui lui appartiennent comme membre du Saint-Empire romain germanique, et rentrer en France avec ses fils puînés. C'est ce dernier parti quil adopte : en conséquence, un arrêté du gouvernement de la république, du 6 brumaire an XII (29 octobre 1803) lève le séquestre existant sur ses biens, sans toutefois lui accorder d'indemnité pour ceux qui ont été aliénés. Il a dû aussi renoncer à son titre de duc. Napoléon Ier, devenu empereur des Français, pour l'attirer à Paris, le fait comte de l'Empire (26 avril 1808), sénateur (20 mai 1806), chevalier, puis officier de la Légion d'honneur et grand officier de l'ordre de la Réunion,.
Le duc n'est recherché par Napoléon qu'en raison de son nom et de son origine : d'ailleurs, son passage au Sénat ne laisse aucune trace. L'Empereur le dédommage par des domaines en Westphalie de la perte des possessions que le traité de Lunéville lui a enlevé sur la rive gauche du Rhin.
Après les événements de 1814, il revient en Belgique ; le 23 septembre de cette année, il reçoit, à son château d'Heverlee, le prince souverain des Pays-Bas, Guillaume d'Orange, qui visitait pour la première fois la ville de Louvain. Dans le même temps, d'accord avec son fils, le duc Prosper-Louis, il rentra en possession du duché d'Arenberg.
Après la chute de l'Empire, d'Arenberg montre la plus vive aversion pour les partisans de l'Empereur déchu, qu'il avait lui-même accepté de servir.
Il meurt à Bruxelles le 7 mars 1820. « Un grand nombre de vertus et de qualités aimables, dit un journal du temps, l'avaient fait respecter et chérir… Noble par caractère, bon par naturel, d'une humeur égale et douce, ses amis et tous ceux qui l'ont connu perdent en lui l'un de ces hommes dont chaque parole est l'empreinte d'une belle âme ». Au témoignage de ses contemporains, il faisait, avec une dextérité singulière, servir ses autres sens à remplacer celui dont il était privé depuis sa jeunesse.

### Protecteur des sciences

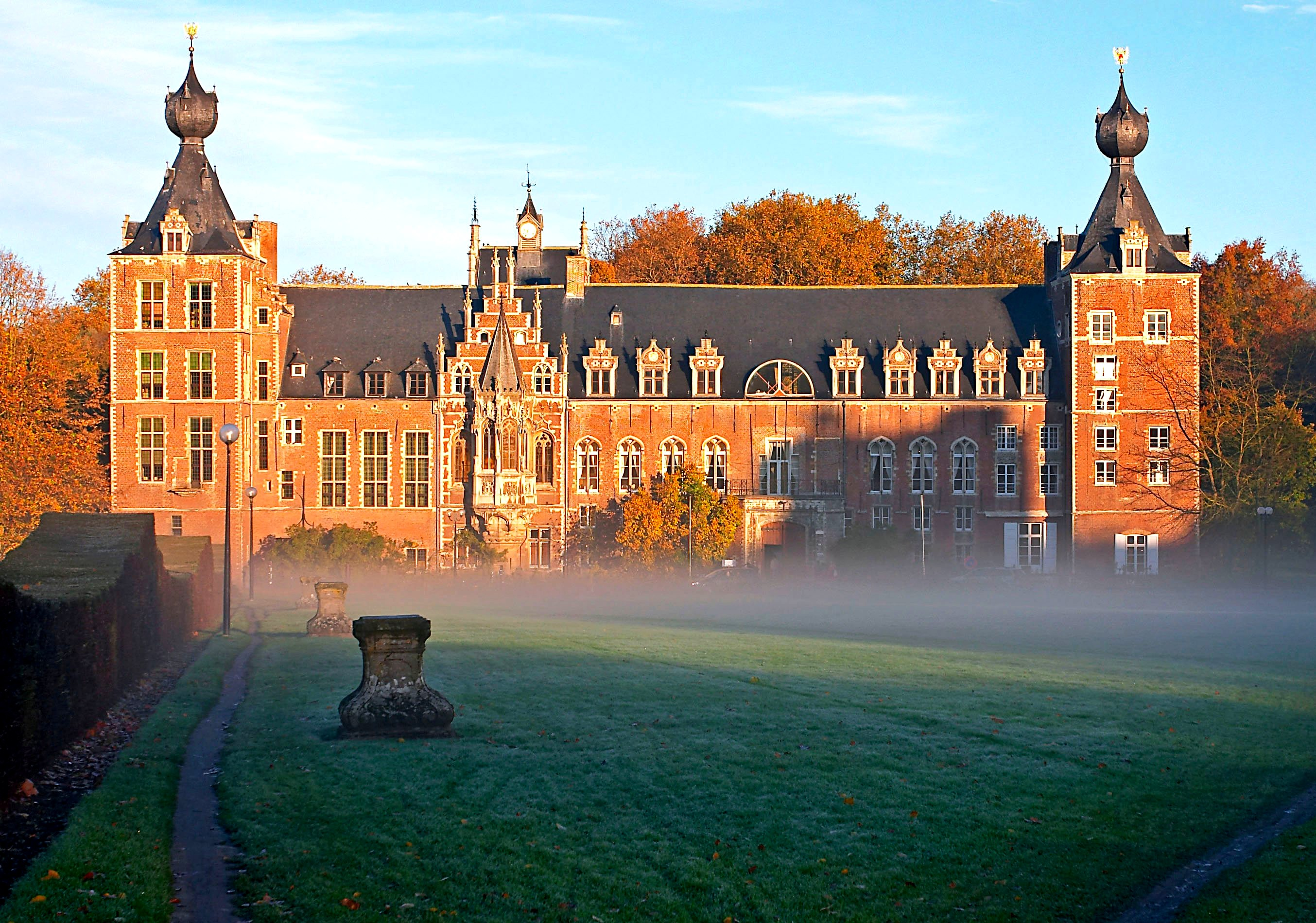
Château d'Arenberg à Heverlé, bâtiment de l'université catholique de Louvain, Belgique.

En 1783, la question des ballons dirigeables, montgolfières, et ballons à gaz occupe l'esprit des scientifiques. Louis-Engelbert d'Arenberg, promoteur de la science et l'art, dont le château de Heverlé jouxte l'Université de Louvain (le château est désormais propriété de l'Université) se laisse gagner par cette fièvre qui anime le monde scientifique et engage un comité chargé d'examiner la question du meilleur gaz à des fins de ballon à gaz. Le Limbourgeois, Jan Pieter Minckelers (1748-1824), professeur à l'Université de Louvain, qui est de ce comité, après de nombreuses expériences, publie en 1784 un ouvrage intitulé Mémoire sur l'air inflammable tiré de différentes substances. En annexe à ce mémoire il y a un tableau des « gravités spécifiques des différentes espèces d'air », réalisé par TF Thysbaert, un membre du comité. Le rapport met en avant les qualités portante du gaz de houille :
« Plusieurs expériences faites, prouvent la bonté de l'air de houille par rapport aux machines aérostatiques, la première a été faite avec un petit ballon de baudruche, que S. A. a lancé à son château de Heverlé le 21 du mois de Novembre dernier, lequel ayant rompu la ficelle qui le retenoit, est allé à perte de vue-dessus des nuées, plusieurs autres ballons de diverses grandeurs, lancés dans la fuite, démontrent la même chose, particulièrement ceux lancés le 24 février à Louvain ; la capacité de l'un était moindre qu'un pied cubique, & celle de l'autre était environ de cinq pieds, ils sont montés avec grande rapidité au point qu'on ne pouvoit plus les distinguer ; cinq minutes après leur départ, ils ont été trouvés l'un & l'autre près de Sichem à six lieues de Louvain ».
Le titre de l'ouvrage montre bien que Minckelers a trouvé une meilleure application pour les gaz qu'il expérimente : l'éclairage. Si Minckelers est considéré comme l'un des découvreurs du gaz d'éclairage, il ne donnera pas de suite industrielle a sa découverte et c'est aux efforts conjugués du Français Philippe Lebon (en 1786), de l'Anglais William Murdoch (en 1792) et de l'Allemand Frédéric-Albert Winsor (en 1801) que l'on devra l'émergence du gaz d'éclairage (et des gaz manufacturés) aux alentours de 1810. Le « gaz d'éclairage » ou « gaz manufacturé », sera essentiellement du gaz de houille contenant du dihydrogène, du méthane et du monoxyde de carbone.
Le 1er décembre 1783, le premier ballon à gaz, par Jacques Alexandre César Charles, est gonflé à l'hydrogène. Le gaz d'éclairag] (gaz de houille) est par la suite utilisé abondamment. Son prix raisonnable, ses propriétés osmotiques plus intéressantes le font longtemps préférer à l'hydrogène.

## Fonctions
- Grand bailli de Hainaut :
  - 15 avril 1779 - décembre 1787 : avec le pouvoir de nommer le magistrat de Mons (11 juillet 1779) ;
  - 1789-1791 ;
- Membre du Sénat conservateur (20 mai 1806).

## Titres
- 6e duc d'Arenberg ;
- prince du Saint-Empire [9] ;
- 12e duc d'Aerschot ;
- prince de Rebecq ;
- duc de Croÿ ;
- comte de Lalaing et de Schleiden ;
- baron de Rotselaar, de Bierbeek, d'Heverlee ;
- seigneur d'Enghien ;
- comte de Kerpen et de Kasselburg (de) (Gerolstein) ;
- seigneur de Fleringen (Rhénanie-Palatinat) ;
- baron de Kommern, seigneur de Harzeim et de Sassenbourg ;

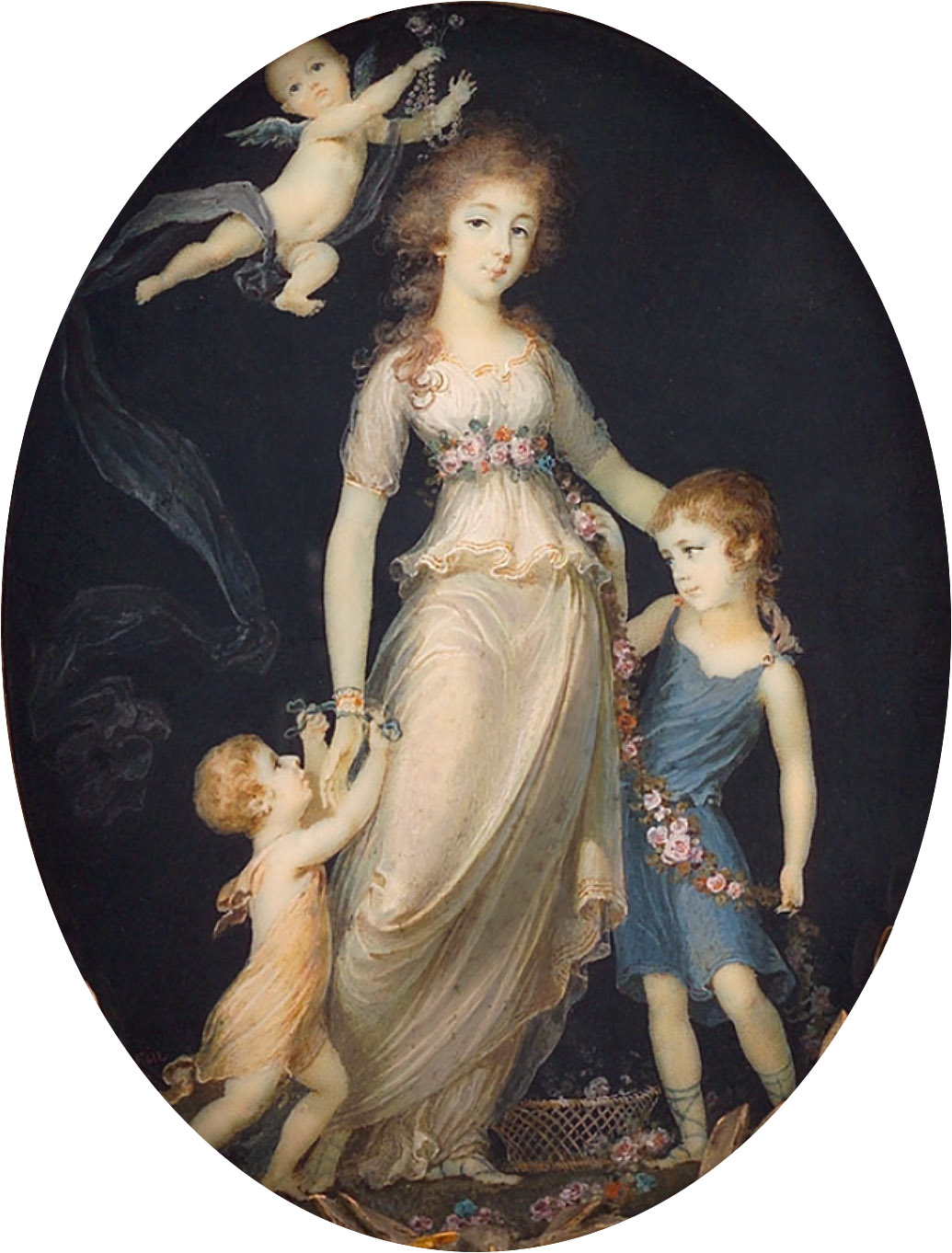
Les enfants du duc Louis-Engelbert d'Arenberg et de Pauline-Louise de Brancas (1755-1812) : Pierre d'Alcantara (1790-1877), 1er duc français d'Arenberg, Pauline (1774-1820), Prosper-Louis (1785-1861), 7e duc d'Arenberg. Miniature de 1791.

- comte de Schleiden (de) ;
- comte « Daremberg » et de l'Empire (lettres patentes du 26 avril 1808, Bayonne[10]) ;

### Fonctions héréditaires
- Grand d'Espagne de 1re classe (fonction attachée au titre de duc d'Aerschot).

## Distinctions
- Chevalier de l'ordre autrichien de la Toison d'or (30 décembre 1782) ;
- Légionnaire (20 septembre 1810), puis officier de la Légion d'honneur[Quand ?] ;
- Grand officier de l'ordre de la Réunion[5],[6].

## Famille
Le duc Louis-Engelbert s'est marié le 19 janvier 1773 à Antoinette Candide Pauline Louise, comtesse de Lauraguais de Brancas, princesse d'Isenghien, dernière vicomtesse d'Ypres (1755-1812), fille du duc de Brancas-Villars et de Lauraguais, Louis-Léon-Félicité de Brancas (1733-1824), et d'Elisabeth-Pauline de Gand-Vilain de Mérode (1737-† guillotinée le 6 février 1794 ; mariée en 1755 ; c'est la fameuse dame d'Arlay et de Nozeroy), dont il eut quatre fils et une fille :
- Pauline, épouse du prince de Schwarzenberg, qui mourut dans un incendie en 1810, lors du bal donné à l'ambassade d'Autriche à l'occasion du mariage de Napoléon avec l'archiduchesse Marie-Louise.

Louis-Engelbert d'Arenberg était entre autres le frère aîné d'Auguste Marie Raymond prince d'Arenberg (1753-1833, père d'Ernst-Engelbert et grand-père d'Eléonore qui épousa son cousin issu de germain le duc Engelbert-Auguste, petit-fils de notre Louis-Engelbert), et l'oncle paternel d'Amélie-Louise-Julie d'Arenberg, duchesse en Bavière et grand-mère de Sissi.